# Almeda Rive

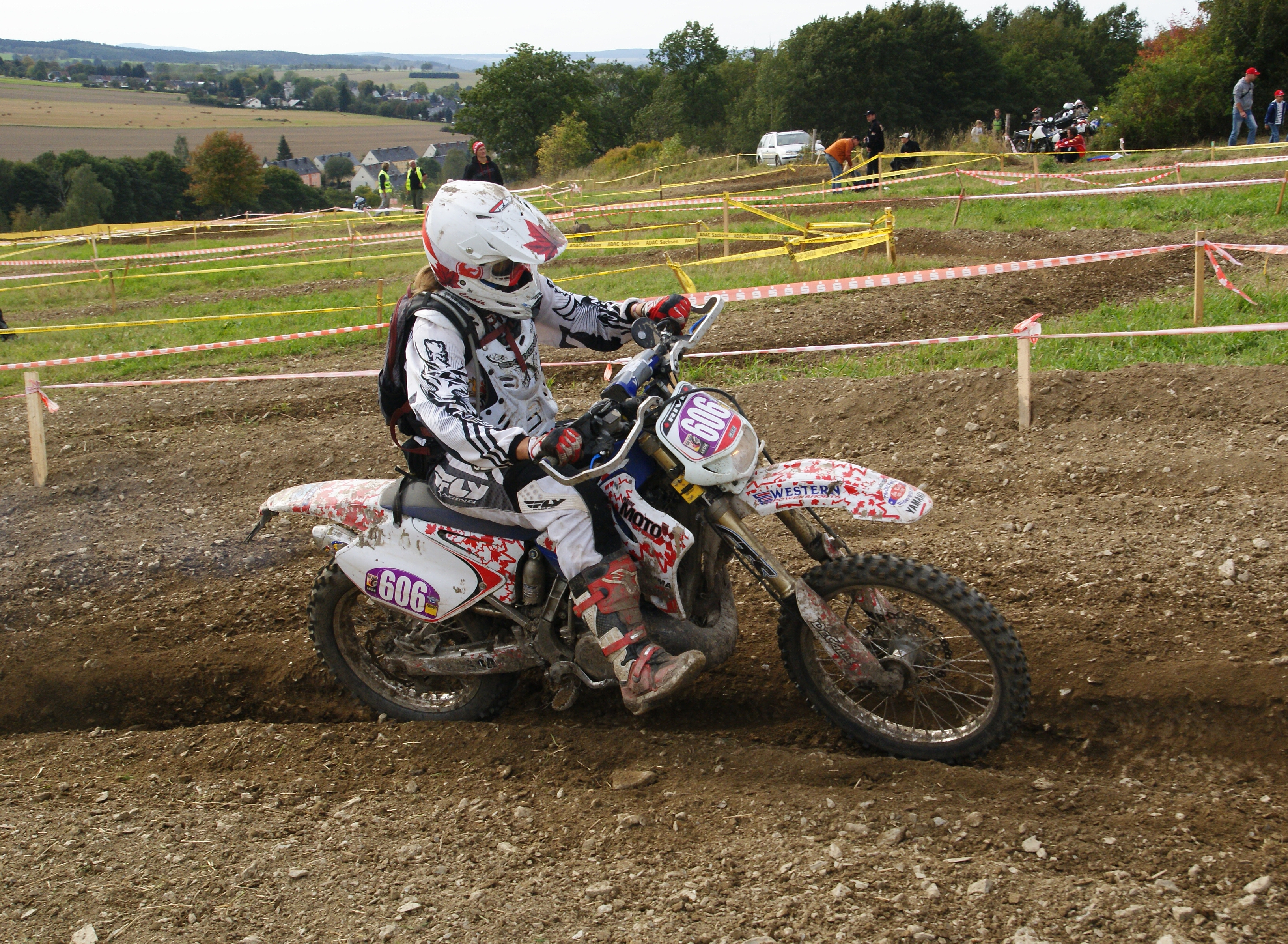
Almeda Rive während der 87. Internationalen Sechstagefahrt

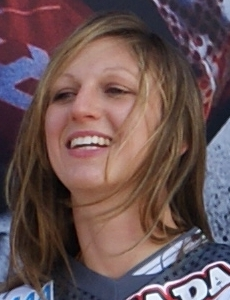
Rive am 22. September 2012 bei der Teilnahme am ISDE Saxony Womens Team Canada 3

Almeda Rive (* 1986) ist eine kanadische Endurosportlerin und Unterwasserhockeyspielerin. Sie war mehrmals Mitglied der kanadischen Nationalmannschaft bei der Internationalen Sechstagefahrt.

## Karriere
Almeda Rive wurde in Südafrika geboren und zog 1998 mit ihren Eltern nach Kanada.
Almeda Rive begann 2003 mit dem aktiven Motorsport. 2004 gewann sie die Frauenwertung der kanadischen Cross-Country-Meisterschaft. 2006 wurde sie in der Provinzmeisterschaft von Alberta im Cross-Country Dritte. Im gleichen Jahr wurde sie mit kanadischen Elite-Mannschaft Zweite bei der Unterwasserhockey-Weltmeisterschaft.
Ab 2007 lebte Almeda Rive in Kalifornien und fuhr vorwiegend Rennen in den Vereinigten Staaten. 2008 gewann sie die US-Meisterschaft „National Harescrambles“.
2010 startete sie mit dem kanadischen Frauenteam bei der 85. Internationalen Sechstagefahrt in Mexiko. Dort fiel sie am dritten Tag aus. Danach legte sie eine Pause vom Wettkampfsport ein und war vor allem als Enduro-Trainerin aktiv. Ende 2011 begann sie wieder mit Endurorennen und startete beim Baja 1000.
Im Jahr 2012 war sie erneut Mitglied der kanadischen Nationalmannschaft bei den Six Days. In Sachsen beendete sie am vierten Tag verletzt die 87. Internationale Sechstagefahrt.